# Bệnh màng trong

## Dịch tễ
Bệnh màng trong (HMD: Hyaline Membrane Disease) hay còn gọi hội chứng suy hô hấp sơ sinh (Neonatal Respiratory Distress Syndrome) có thể gặp ở 1% tất cả trẻ sơ sinh, vào khoảng 10% tất cả trẻ sơ sinh đẻ non, đặc biệt có thể lên đến 50% ở trẻ đẻ non trước 30 tuần thai. Trong những năm vừa qua, tỷ lệ mắc bệnh màng trong có giảm xuống nhờ những biện pháp phòng ngừa, tuy nhiên bệnh này vẫn còn là nguyên nhân của 1/3 tổng số tử vong trong diện sơ sinh.

## Bệnh sinh và yếu tố thuận lợi
Phổi được xem như một túi khí lớn trong đó có một số lượng khổng lồ các túi khí cực nhỏ gọi là phế nang. Phế nang là đơn vị chức năng quan trọng nhất của phổi. Tại đây sự trao đổi khí giữa cơ thể và môi trường bên ngoài được diễn ra. Khí oxy sẽ từ môi trường đi vào mạch máu để được vận chuyển đến các tế bào. Khí carbonic được sinh ra trong quá trình chuyển hóa của cơ thể sẽ được thải ra ngoài. Theo hệ quả của định luật Laplace thì những phế nang nhỏ của phổi sẽ có khuynh hướng xẹp lại; trong khi đó những phế nang có kích thước lớn hơn sẽ gia tăng kích thước và đôi khi bị vỡ ra. Đó là do tác động của một lực vật lý gọi là sức căng bề mặt.
Bình thường phổi không bị xẹp theo quy luật vật lý này là nhờ có chất làm điều hòa sức căng bề mặt ở các phế nang có kích thước khác nhau. Đó là chất diện hoạt. Chất diện hoạt hay surfactant trong phổi có tác dụng làm giảm sức căng bề mặt của lớp bề mặt ngăn cách khí - dịch, ở đây là màng của phế nang, qua đó ngăn ngừa tình trạng xẹp phế nang trong thời kỳ thở ra. Sự thiếu hụt về lượng hoặc khiếm khuyết về chất của surfactant làm cho các phế nang trở nên kém ổn định và đây là yếu tố quyết định sự phát sinh của bệnh màng trong.
Thành phần chính của chất surfactant là Dipalmitoyl-Phosphatidylcholin (Leucithin). Ngoài ra còn có chất khác là Phosphatidylglycerol. Sự thiếu hụt của thành phần chính là nguyên nhân thường gặp của bệnh màng trong. Tuy nhiên bệnh cũng có thể xuất hiện nếu có sự thiếu hụt hay rối loạn của thành phần phụ cũng như một số các apoprotein đặc hiệu.
Ở trẻ đẻ non, hệ thống emzyme xúc tác sự tổng hợp surfactant bởi các phế bào tuýp II (tế bào bụi) chưa hoàn chỉnh. Hệ thống men này chỉ hoạt động tốt khi thai đã được 34 đến 35 tuần. Do vậy những trẻ đẻ non thường có nguy cơ cao phát sinh bệnh này. Các nguyên nhân làm phổi chậm trưởng thành khác như trẻ sinh ra từ mẹ bị bệnh đái tháo đường không được kiểm soát tốt trong thai kỳ, bệnh tăng nguyên hồng cầu. Các yếu tố có thể làm phổi trưởng thành sớm là các stress mạn tính đối với thai nhi như nhiễm trùng ối-màng ối, mẹ hút thuốc lá, suy nhau thai...

## Sinh lý bệnh
Nguyên nhân tiên phát là sự thiếu hụt về lượng và/hoặc về chất của surfactant ở trẻ đẻ non. Sự thiếu hụt này gây nên các hậu quả sinh lý bệnh như sau:
- Dãn suất (C: Compliance) của phổi giảm.Dãn suất phổi là chỉ số biểu diễn khả năng thay đổi thể tích của phổi dưới tác dụng của áp lực. Dãn suất tăng là tình trạng phổi có thể thay đổi dung tích tốt dưới áp lực (phổi mềm dẻo). Dãn suất giảm là tình trạng phổi ít thay đổi thể tích dưới tác dụng của áp lực (phổi cứng). Một chiếc bong bóng đồ chơi của trẻ em có dãn suất cao hơn ruột của một quả bóng đá (thổi phồng bong bóng dễ dàng hơn thổi ruột quả bóng đá).
- Các phế nang không được thông khí bình thường hay còn gọi là tình trạng xẹp phổi vi thể. Vùng phổi bị xẹp sẽ không tham gia trao đổi khí và tăng shunt trong phổi. Để mở lại các phế nang bị xẹp cần phải có một lực mở rất lớn, lớn hơn nhiều so với việc thay đổi cùng một thể tích ở một phế nang đã mở.
- Giảm dung tích cặn chức năng (FRC: Functional Residual Capacity) của phổi. Giảm dung tích cặn chức năng của phổi làm phổi xẹp lại trong kỳ thở ra do vậy sự trao đổi khí chỉ diễn ra trong thời kỳ thở vào. Bình thường trao đổi khí diễn ra liên tục cả trong thời kỳ thở ra. Giảm dung tích cặn chức năng của phổi cũng làm trẻ phải sử dụng công thở rất cao trong mỗi lần thở vào để làm mở các phế nang bị xẹp. Tăng công làm việc trong điều kiện trẻ sơ sinh chưa có nguồn dự trữ năng lượng đầy đủ, cũng như trong tình trạng thiếu oxy sẽ gây nên tình trạng kiệt sức nhanh chóng và nhiễm toan chuyển hóa.
- Tăng luồng máu chảy tắt (shunt) trong phổi. Ở đây máu đen chứa ít oxy và nhiều carbonic được tim phải đưa lên phổi nhưng không tham gia trao đổi khí (nhận oxy, thải carbonic) mà lại đổ về tim trái để từ đó lại tiếp tục đi đến các cơ quan.
- Tạo shunt từ tim phải qua tim trái (thông qua lỗ bầu dục, ống động mạch). Tương tự như trên nhưng máu đen ở đây không lên phổi như bình thường mà "đi tắt" qua tim trái. Bình thường lỗ bầu dục và ống động mạch đóng lại sau khi sinh, không cho máu đen đi qua.
- Giảm tưới máu mao mạch phổi gây nên sự thiếu oxy và chất dinh dưỡng ngay tại các tế bào của phổi. Điều này làm nhiễm toan cục bộ gây tăng áp động mạh phổi và tăng tính thấm thành mạch, tạo điều kiện để các thành phần của máu đi vào nhu mô phổi.

Những biến đổi kể trên gây nên sự giảm thu nhận oxy vào trong cơ thể, tăng chênh lệch nồng độ oxy và carbonic giữa không khí và mao máu trong phổi (oxy trong phổi cao nhưng trong máu cự thấp, trong khi đó carbonic trong máu cực kỳ cao nhưng trong không khí lại thấp). Tình trạng hạ oxy máu và nhiễm toan lại làm xấu đi những điều kiện cần thiết để tổng hợp surfactant. Càng thiếu surfactant thì tình trạng nhiễm toan và hạ oxy máu lại càng thêm nặng nề. Tình trạng này được gọi là vòng luẩn quẩn bệnh lý của bệnh màng trong. Do hậu quả quả của quá trình bệnh lý này mà tình trạng tưới máu phổi giảm xuống, tính thấm mao mạch phổi tăng lên, phổi rơi vào trạng thái tương tự như trong sốc. Do tăng tính thấm thành mạch mà các thành phần huyết tương của máu sẽ thoát quản ra khỏi mạch máu đi vào khoang tổ chức giữa mạch máu và bề mặt phế nang. Trên tiêu bản giải phẫu bệnh lý những trẻ tử vong do bệnh màng trong thấy xuất hiện một lớp màng trong suốt (hyaline membrane). Đầu tiên khi nghiên cứu về bệnh này, các nhà bệnh lý học đã thấy lớp màng trong này và cho đó là nguyên nhân gây bệnh. Do vậy bệnh được đặt tên là bệnh màng trong. Thực ra đây chỉ là hậu quả bệnh lý cuối cùng của tình trạng thiếu surfactant. Tuy nhiên bệnh vẫn được gọi theo tên cũ để ghi nhớ công lao của những thầy thuốc đầu tiên phát hiện bệnh này.

## Lâm sàng và chẩn đoán
Các triệu chứng bệnh thường biểu hiện ngay sau lúc sinh ra hoặc trong 6 giờ đầu tiên:
- Thở nhanh trên 60 lần/phút.
- cánh mũi phập phồng. Đôi khi không thấy dấu hiệu này mà chỉ thấy cánh mũi trẻ nở thường xuyên.
- Rút lõm hõm ức hoặc khoảng liên sườn.
- Rên thời kỳ thở ra.
- Nghe phổi phát hiện thông khí phổi giảm.
- Da màu xanh tái.
- Tím có thể ở đầu chi (tím ngoại biên), nếu nặng có thể tím trung tâm (tím cả niêm mạc môi miệng.

Bệnh lên đến đỉnh điểm vài ngày thứ hai hoặc ba. Trẻ thường tử vong trong giai đoạn này. Nếu qua khỏi, các triệu chứng giảm dần. Theo dõi bệnh cần phải dựa vào lâm sàng nhưng quan trọng nhất vẫn là khí máu.

Chẩn đoán thường dựa vào chụp phim x-quang lồng ngực.

Chẩn đoán giai đoạn bệnh theo X-quang:
- Giai đoạn I: nhu mô phổi có các hạt mịn biểu hiện xẹp phổi vi thể.
- Giai đoạn II: Biểu hiện của giai đoạn I cộng với hình ảnh ứ khí cây phế quản, bờ tim còn phân biệt rõ với nhu mô phổi.
- Giai đoạn III: Bóng tim không còn rõ hình dạng so với xung quanh, bờ tim bị xóa một phần.
- Giai đoạn IV Phim phổi là một hình mờ trắng xóa, không thể phân biệt tim với phổi.

Sự phân giai đoạn hay phân độ bệnh màng trong thường chỉ thực hiện chính xác sau giờ thứ sáu của đời sống. Trong những giờ đầu tiên, khi lượng dịch còn lại trong phổi sơ sinh chưa được hấp thu hết có thể gây nhầm với bệnh màng trong hoặc chính lượng dịch này làm bệnh bệnh màng trong được phân độ nặng hơn thực tế. Ngược lại, khi chụp X-quang sớm, một số trường hợp không nhìn thấy được biểu hiện xẹp phổi.

Khi trẻ được thở máy áp lực cao hoặc dùng surfactant thay thế thì hình ảnh X-quang có cải thiện hơn.

## Chẩn đoán phân biệt
Bệnh màng trong cần được chẩn đoán phân biệt với các nguyên nhân gây suy hô hấp khác.

Nguyên nhân từ đường thở
- Tật lưỡi bị tụt ra sau.
- Hẹp lỗ mũi sau.
- Kén thanh quản
- U mạch máu cùng thanh quản.
- Màng ngăn thanh quản.
- Hẹp khí quản.
- Nhuyễn sụn thanh quản.

Nguyên nhân do màng phổi
- Tràn khí màng phổi.
- Tràn dịch màng phổi.

Nguyên nhân từ màng ngoài tim
- Tràn máu màng ngoài tim.
- Tràn dịch màng ngoài tim.

Nguyên nhân do tuần hoàn
- Sốc mất máu.
- Sốc tim.
- Sốc nhiễm trùng.
- Tăng áp động mạch phổi tồn tại.
- Bệnh tim bẩm simnh.
- Đa hồng cầu sơ sinh.
- Thiếu máu.

Nguyên nhân do thần kinh trung ương
- Ngưng thở do trung tâm hô hấp chưa trưởng thành.
- Tổn thương thần kinh (chảy máu não).
- Tác dụng của thuốc phiện (mẹ bị nghiện, đẻ bằng phương pháp gây mê).
- Rối loạn hô hấp nhẹ sau ngạt.

Thiểu sản phổi
- Thoát vị hoành.
- Phổi thiểu sản do các nguyên nhân khác.

Nguyên nhân do các bệnh khác ở phổi
- Viêm phổi bẩm sinh.
- Hội chứng suy hô hấp thoáng qua do chậm hấp thu dịch phổi.
- Hội chứng hít phân su.
- Xuất huyết phổi cấp tính.

Lưu ý
- Chụp X-quang phổi là động tác không thể thiếu đối với bất kỳ trẻ sơ sinh nào bị suy hô hấp.
- Trẻ sơ sinh đủ tháng thường rất hiếm bị bệnh màng trong và nên chẩn đoán loại trừ.
- Tình trạng nhiễm trùng huyết do liên cầu nhóm B (group B Streptococus) có thể xảy ra ở trẻ sơ sinh đẻ non và có biểu hiện lâm sàng cũng như X-quang rất giống với bệnh màng trong.

## Điều trị triệu chứng
Hạn chế tác động vào trẻ

Cần tìm cách hạn chế tối đa các động tác chăm sóc tác động lên bệnh nhân. Biện pháp thích hợp nhất là có kế hoạch tập trung các động tác cùng lúc lên bệnh nhân nhằm mục đích tránh cho bệnh nhân không bị tác động quá nhiều lần trong thời gian kéo dài. Bất kỳ những kích thích nào làm trẻ khóc điều có thể làm tăng shunt từ phải sang trái và làm suy hô hấp thêm. Hạn chế tác động vào trẻ là một điều cần thiết nhưng trên thực tế trẻ vẫn phải chịu nhiều tác động bắt buộc.
Theo dõi sát tiến triển

Nghe phổi định kỳ, đo huyết áp mỗi một giờ trong những giờ đầu tiên. Đảm bảo huyết áp tâm thu trên 45 mmHg. Nếu hạ huyết áp thì cần được điều trị bằng truyền albumin người hoặc truyền máu, truyền huyết tương.
Kiểm soát nhiệt độ

Thường xuyên kiểm tra nhiệt độ của trẻ, nhiệt độ lồng ấp, nhiệt độ của không khí thở vào. Mục tiêu là giữ được tình trạng bình nhiệt. Hạ thân nhiệt thường xảy ra nếu không chú ý theo dõi sát.
Theo dõi khí máu

Theo dõi qua monitor, qua máy đo ô bão hòa oxy qua mạch nảy (pulse oxymeter). Khí máu mao mạch có thể thực hiện mỗi nửa giờ trong những giờ đầu. Sau đó tăng khoảng cách. Đánh giá khí máu luôn phải liên hệ với lâm sàng và các thông số của máy thở. Điều chỉnh các thông số máy thở phải dựa vào kết quả khí máu.
Cung cấp oxy

Thường cung cấp qua hệ thống CPAP hoặc qua máy thở. Cần nhanh chóng và cẩn thận giảm nồng độ oxy đưa vào khi áp lực riêng phần oxy trong máu động mạch > 70 mmHg. Nồng độ oxy trong khí thở vào cao và kéo dài có thể gây nên những tổn thương oxy hóa cho phổi, gây xuất huyết võng mạc mắt...Tuy nhiên nếu hại đột ngột, trẻ có thể bị tím lại đột ngột do co mạch phổi cũng như shunt phải-trái.
Thở CPAP qua đường mũi

Ngay sau khi trẻ cần thở oxy với nồng độ trên 0,4 (tỷ lệ thể tích) thì cần chio thở CPAP ngay. CPAP (Continous Positive Airway Pressure) là một phương pháp đưa vào đường thở một áp lực dương liên tục, ngay cả trong khi trẻ thở ra. Mục đích là duy trì độ mở của các phế nang có khuynh hướng xẹp và mở các phế nang bị xẹp. Tác dụng sinh lý là làm tăng dung tích cặn chức năng. CPAP có thể đưa qua ống nội khí quản, qua ống sonde mũi, qua dụng cụ hai ngạnh (kính mũi), hoặc cho qua mặt nạ. Tuy nhiên phương pháp hiện nay thường dùng nhất là qua kính mũi. Hệ thống CPAP có thể có cấu tạo đơn giản với bẫy nước hoặc có cấu tạo phức tạp như hệ thống Infant-Flow. CPAP có tác dụng ngăn ngừa xẹp phổi tiếp tục, tái huy động phế nang bị xẹp, tăng dung tích cặn chức năng, giảm công thở, là bước chuẩn bị cho điều trị surfactant thay thế, rút ngắn thời gian bị bệnh, giảm biến chứng.
Thông khí nhân tạo

Chỉ định khi phân suất oxy trong khí thở vào phải trên 0,6 hoặc khí áp lực riêng phần carbonic trong máu động mạch > 50 - 60 mmHg. Hoặc khi thất bại với CPAP. Đây là một kỹ thuật hồi sức phức tạp cần phải có bác sĩ chuyên khoa hồi sức sơ sinh thực hiện. Các phương thức thông khí thường được sử dụng trong điều trị bệnh màng trong là:
- Thông khí bắt buộc ngắt quãng đồng bộ hóa (SIMV: Synchronous intermittent mandatory ventilation).
- Thông khí kiểm soát-hỗ trợ (ACV: Assist-control ventilation).
- Thông khí hỗ trợ áp lực (PSV: pressure-support ventilation).
- Thông khí tần số cao (HFV: High-frequency ventilation)
- Dao động tần số cao (HFO: High-frequency Oscilation)

Dùng kháng sinh

Kháng sinh dùng khi nghi ngờ nhiễm trùng hoặc khi không loại được khả năng nhiễm trùng. Kháng sinh thường dùng là ampicillin kết hợp gentamycin.
Cung cấp protein thay thế

Cung cấp protein 0,5-1 g/kc/24 giờ chia làm 4 lần. Chế phẩm dùng là albumin người vì tình trạng thoát quản hình thành màng trong có thể gây mất protein trong máu.
Cân bằng nước-điện giải
Lượng dịch trong ngày đầu tiên thường là 70ml/kg thể trọng. Tuy nhiên lượng dịch và điện giải cần điều chỉnh tùy theo tình trạng lâm sàng cũng như xét nghiệm. Thừa dịch sẽ gây mở ống động mạch. Thiếu dịch gây hạ huyết áp, suy thận, nhiễm toan chuyển hóa, tăng natri máu...
Điều chỉnh toan

Điều chỉnh thăng bằng toan bằng dung dịch natri bicarbonate 8,4% là một biện pháp cần cân nhắc cẩn thận vì có thể làm tăng natri máu, xuất huyết não, đôi khi làm trầm trọng thêm tình trạng suy hô hấp. Tình trạng nhiễm toan được điều chỉnh tốt nhất thông qua việc duy trì thân nhiệt, thống khí thích hợp, cung cấp đủ oxy, chống sốc hiệu quả.
Điều trị còn ống động mạch

Thường là hậu quả của suy hô hấp đặc biệt ở trẻ có cân nặng lúc sinh thấp hơn 1500 gram. cần nghĩ đến bệnh này khi tình trạng hô hấp của trẻ vẫn xấu sau 3 ngày, trẻ khó cai máy thở sau 5 ngày, hoặc khi suy hô hấp đã tiến triển tốt rồi lại diễn biến xấu đi, nghe tim có tiếng thổi, siêu âm doppler mạch máu não có luồng trào ngược trong kỳ tâm trương. Chẩn đoán xác định bằng siêu âm tim. Điều trị bằng dùng thuốc indomethacin hoặc ibuprofen để đóng ống động mạch.
Theo dõi các chỉ số xét nghiệm khác
- Kiểm tra đường máu 3 lần/ngày.
- Hematocrit 1 lần/ngày.
- Điện giải đồ 1 lần/ngày nếu không có bất thường.
- Nồng độ Protein máu 1 lần/ngày.
- Công thức máu 1 lần/ngày.
- Nước tiểu 1 lần/ngày (pH, điện giải đồ, áp lực thẩm thấu, tỉ trọng)

## Điều trị nguyên nhân: Liệu pháp thay thế Surfactant
Trong thập kỷ vừa qua, tử vong vong ở trẻ sơ sinh mắc bệnh màng trong đã giảm đi 50% nhờ liệu pháp thay thế surfactant. Ngoài ra liệu pháp thay thế surfactant còn có thể làm giảm tỷ lệ mắc hội chứng loạn sản phổi - phế quản (bronchopulmonary dysplasia) và giảm biến chứng tràn khí màng phổi ở trẻ sơ sinh bị bệnh màng trong.

Các chế phẩm surfactant dùng trong điều trị có thể có nguồn gốc tự nhiên từ phổi bò (Survanta, Alveofact), từ phổi lợn (Curosurf) hoặc được tổng hợp (Exosurf, Surfaxan, ALEC). Hiện nay đang có những thử nghiệm lâm sàng đối với chế phẩm surfactant chiết xuất từ nước ối người. Các chế phẩm này khác nhau về thành phần phospholipid và các apoprotein.
Chỉ định
- Điều trị bệnh màng trong khi có chẩn đoán xác định.
- Dự phòng bệnh màng trong ở những trẻ sơ sinh cực non: chỉ định này còn đang là vấn đề bàn cãi vì không phải tất cả các trẻ sơ sinh đẻ non đều bị bệnh màng trong. Nên nhớ surfactant có giá rất đắt đỏ: giá một liều trình điều trị thường vào khoảng 800 đến 1500 USD và một trẻ có thể cần 1, trung bình là 2, thậm chí có trẻ cần 4 liệu trình như vậy.

Liều lượng
- Liều surfactant có nguồn gốc tự nhiên thường vào khoảng 50 – 200 mg/Kg cân nặng. Trên lâm sàng thường dùng liều 100 mg/kg tương đương 4ml/kg.
- Surfactant được đưa vào phổi qua đường nội khí quản. Trẻ bắt buộc phải được đặt nội khí quản, thở máy. Dùng một ống sond đưa vào trong lòng nội khí quản để bơm surfactant vào trong phổi bệnh nhi.

Tác dụng không mong muốn của surfactant
- Tắc ống nội khí quản.
- Hạ huyết áp thoáng qua.
- Ức chế hoạt động tế bào não thể hiện trên điện não đồ thoáng qua.
- Thay đổi tốc độ dòng máu trong tuần hoàn não.
- Đôi khi gây xuất huyết phổi cấp tính.

## Biến chứng của bệnh màng trong
Biến chứng cấp tính
- Vỡ phế nang gây tràn khó màng phổi, suy hô hấp nặng nề.
- Nhiễm trùng: trẻ thương chịu những điều trị có tính xâm nhập nên tăng nguy cơ nhiễm trùng bệnh viện như nhiễm trùng huyết do tụ cầu, nhiễm nấm Candida...
- Xuất huyết não và nhuyễn hóa chất trắng quanh não thất thường gặp ở trẻ sơ sinh đẻ non mắc bệnh màng trong.
- Tồn tại ống động mạch: bệnh màng trong là yếu tố làm dễ cho sự tồn tại của ống động mạch. Ngược lại, tồn tại ống động mạch làm cho diễn biến của bệnh màng trong thêm phức tạp.
- Xuất huyết phổi cũng thường xảy ra ở trẻ bị bệnh màng trong hơn so với nhóm trẻ khác.
- Tăng nguy cơ viêm ruột hoại tử và thủng ruột.
- Cơn ngừng thở ở trẻ sơ sinh đẻ non.

Biến chứng mạn tính
- Loạn sản phổi-phế quản: đây là biến chứng có thể gặp ở trẻ bị bệnh màng trong. Trẻ mắc bệnh này thường phụ thuộc dài ngày vào oxy. Việc nuôi dưỡng cũng gặp nhièu khó khăn vì trẻ đòi hỏi một nguồn năng lượng cao hơn nhiều trong khi không thể dung nạp được một lượng thức ăn giống như bình thường.
- Bệnh màng trong dường như cũng làm tăng nguy cơ bị chứng trào ngược dạ dày-thực quản và hội chứng đột tử ở nhũ nhi (SIDS: Sudden Infant Death Syndrome).
- Bệnh lý võng mạc ở trẻ đẻ non (ROP: Retinopathy of Prematurity): thường gặp ở trẻ đẻ non trước 34 tuần và bị suy hô hấp, phụ thuộc vào oxy liều cao dài ngày. Trẻ càng non càng có nguy cơ mắc bệnh này. Do vậy những đối tượng nguy cơ cao kể trên cần được khám mắt sớm và định kỳ để phát hiện bệnh. Điều trị bằng laser hoặc liệu pháp lạnh (cryotherapy) nhằm ngăn ngừa biến chứng bong võng mạc gây mù.
- Thương tổn thần kinh: thường là do hậu quả của xuất huyết não, nhuyễn hóa chất trắng quanh não thất, do thiếu oxy não, do nhiễm trùng...
- Những vấn đề tâm lý trong gia dình: trẻ thường hay phải điều trị dài ngày trong các trung tâm sơ sinh do đó sự tiếp xúc ngay từ những giây phút đầu đời với bố mẹ bị gián đoạn. Một cuộc sinh non cũng có thể là một chấn thương tâmn lý đối với bố mẹ. Trẻ thường có nguy cơ bị ngược đãi sau này.

## Phòng ngừa
Những thai phụ có dấu hiệu dọa đẻ non cần được điều trị dự phòng bằng Dexamethason hoặc betamethason trước khi sinh từ 24 đến 48 giờ. Điều trị dự phòng này có thể làm giảm tần suất cũng như độ nặng của bệnh màng trong ở trẻ sơ sinh.

## Tiên lượng
Nhờ vào liệu pháp thay thế surfactant cũng như tiến bộ trong hồi sức và chăm sóc sơ sinh mà những trẻ sơ sinh đẻ non từ 27 đến 30 tuần thai bị bệnh màng trong có tỉ lệ sống đến 80%. Tuy nhiên khoảng 20% trong số này lại bị các biến chứng lâu dài của tình trạng sinh non như bệnh loạn sản phổi-phế quản hoặc xuất huyết não. Hy vọng trong tương lai, cùng với việc đưa vào lâm sàng những chế phẩm surfactant mới cũng như các phương pháp điều trị ưu việt sẽ cải thiện hơn nữa tiên lượng của trẻ.